# Shin’ya Nakano
Shin’ya Nakano (jap. 中野真矢 Nakano Shin’ya; ur. 10 października 1977 w Tokio) – japoński motocyklista.

## Kariera

### 250 cm³
W Motocyklowych Mistrzostwach Świata Nakano zadebiutował w roku 1998, w średniej kategorii 250 cm³. Dosiadając motocykl marki Yamaha, wystartował w dwóch rundach, rozegranych na torze w Japonii i Australii. Już w pierwszym wyścigu znalazł się na podium, zajmując na torze Suzuka drugą pozycję. Na australijskim Phillip Island Japończyk dojechał na czwartym miejscu. Zdobyte punkty sklasyfikowały go na 19. lokacie. W tym samym sezonie Nakano sięgnął po tytuł mistrzowski w tej samej klasie w motocyklowych mistrzostwach Japonii.
Sezon 1999 był pierwszym dla Japończyka w pełnym wymiarze. Inauguracyjną rundę na torze Sepang zakończył na trzecim miejscu. Podczas GP Japonii Nakano po raz pierwszy w karierze stanął na najwyższym stopniu podium. W trzeciej rundzie Japończyk sięgnął po pierwsze pole position oraz uzyskał najszybsze okrążenie. Nie udało mu się jednak dojechać do mety. W pierwszej trójce meldował się jeszcze trzykrotnie, a w sobotnich kwalifikacjach przed GP Walencji po raz drugi startował z pierwszej pozycji. Dorobek przekraczający dwieście punktów zapewnił mu 4. pozycję w końcowej klasyfikacji, ze stratę zaledwie dwóch punktów do trzeciego Włocha Lorisa Capirossiego.
W 2000 roku Nakano walczył o tytuł mistrzowski. W zespole Tech3 Nakano dwunastokrotnie znalazł się na podium, z czego pięć razy na najwyższym stopniu (najwięcej w sezonie). Tytuł przegrał ostatecznie siedmioma punktami z zespołowym partnerem Olivierem Jacque'm. Trzykrotnie startował z pole position.

### 500 cm³/MotoGP
W sezonie 2001 Japończyk awansował do najwyższej kategorii 500 cm³ (był to ostatni sezon w historii dla pięćsetek, po tym, jak wprowadzono motocykle o większej pojemności). Debiut w serii okazał się bardzo udany dla Nakano i jak się później okazało, był to jego najlepszy sezon w karierze w najwyższej klasie. W zespole Tech3 większość wyścigów ukończył w czołowej siódemce, raz przy tym stając na najniższym stopniu podium (w GP Niemiec, gdzie uzyskał również najlepszy czas okrążenia). Dorobek punktowy pozwolił Nakano zająć w klasyfikacji generalnej wysoką 5. pozycję. W trakcie sezonu reprezentant kraju kwitnącej wiśni spisywał się wyraźnie lepiej od kolegi z zespołu, którym ponownie okazał się Jacque.
Rok 2002 był dużo mniej udany dla japońskiego motocyklisty, który uzyskał dwukrotnie mniejszą liczba punktów. Ostatnie trzy wyścigi zaliczył na nowej konstrukcji Yamahy - YZR-M1. W trakcie sezonu najlepszą uzyskaną pozycją przez Nakano okazała się piąta lokata podczas GP Niemiec. W klasyfikacji generalnej zajął 11. miejsce.
W roku 2003 Japończyk przeniósł się do ekipy d'Antin Yamaha. Nakano tylko w jednym wyścigu nie dojechał do mety (w kończącym sezon GP Walencji), a najlepszą zajętą przez niego lokatą ponownie było piąte miejsce. Tym razem najwyższej
sklasyfikowany został podczas GP Włoch i Katalonii. Uzyskane punkty uplasowały go na 10. pozycji.
W latach 2004-2006 Nakano współpracował z fabryczną ekipą Kawasaki. Poprawne wyniki były jednak dalekie od oczekiwań zarówno zespołu, jak i samego zawodnika. Nakano wielokokrotnie plasował się w czołowej ósemce, a podczas zmagań na torze w Japonii i Holandii zajął odpowiednio drugie i trzecie miejsce. W klasyfikacji generalnej dwukrotnie znalazł się na 10. miejscu, natomiast w ostatnim sezonie był czternasty.

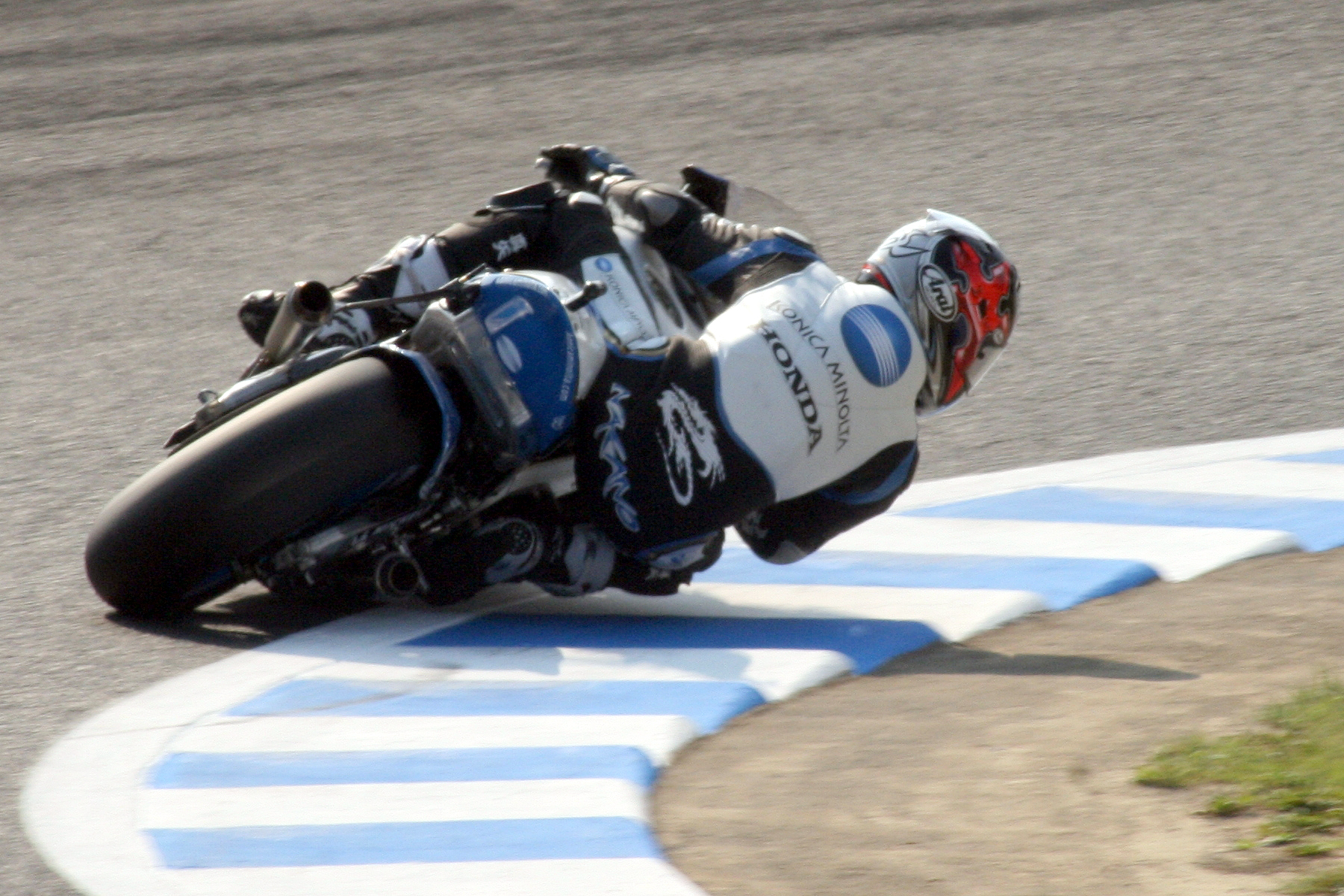
Shin’ya Nakano w sezonie 2007

Po zakończeniu kontraktu z japońską stajnią, Nakano przesiadł się na motocykl Hondy, związując się z zespołem Konica Minolta. Był to najgorszy sezon dla Japończyka w najwyższej kategorii. Najwyższą pozycją Nakano było trzykrotnie dziesiąte miejsce, natomiast w klasyfikacji zajął odległą 17. lokatę.
Rok 2008 był ostatnim dla Nakano w tej serii, a zarazem najlepszym na motocyklu o pojemności 990 cm³. Nakano tylko w trzech rundach nie znalazł się w pierwszej dziesiątce, a podczas GP Indonezji nie dojechał w czołowej piętnastce. Najlepiej spisał się podczas GP Czech, gdzie zajął czwarte miejsce. Był to również jedyny sezon, w którym Japończyk dojechał we wszystkich wyścigach do mety. Ostatecznie zmagania zakończył na 9. pozycji.

### WSBK
Początkowo Japończyk w mistrzostwach World Superbike miał brać udział w sezonie 2008. Ostatecznie jednak po jeszcze jednym roku w MotoGP, Nakano przeszedł do tej serii, podpisując kontrakt z debiutującą fabryczną ekipą Aprilia. W trakcie zmagań Nakano był regularnie pokonywany przez zespołowego partnera Maxa Biaggi. Najwyższą pozycję uzyskał w pierwszym wyścigu w Katarze, gdzie zajął czwartą lokatę. Podczas wyścigów w Hiszpanii i Holandii doznał upadków, w wyniku których uległ kontuzji. Zawodnik z niedoleczonymi urazami startował przez trzy kolejne rundy. Ból obojczyka oraz szyi uniemożliwił mu udział w drugim wyścigu na torze w Niemczech oraz ostatecznie wykluczył go z całego sezonu. Uzyskane punkty uplasowały go na 14. pozycji.
28 października 2009 roku Shin’ya Nakano na oficjalnej konferencji ogłosił zakończenie kariery, na skutek kontuzji, które uniemożliwiają mu kontynuowanie startów w wyścigach.

## Statystyki liczbowe
| Rok  | Klasa   | Zespół               | Motocykl             | 1       | 2      | 3       | 4       | 5       | 6       | 7       | 8      | 9       | 10      | 11      | 12      | 13      | 14     | 15      | 16      | 17     | 18     | Punkty | Pozycja | Zwycięstwa |
| ---- | ------- | -------------------- | -------------------- | ------- | ------ | ------- | ------- | ------- | ------- | ------- | ------ | ------- | ------- | ------- | ------- | ------- | ------ | ------- | ------- | ------ | ------ | ------ | ------- | ---------- |
| 1998 | 250 cm³ | Yamaha               | YZR250               | JPN 2   | MAL    | ESP     | ITA     | FRA     | MAD     | NED     | GBR    | GER     | CZE     | IMO     | CAT     | AUS 4   | ARG    |         |         |        |        | 33     | 19      | 0          |
| 1999 | 250 cm³ | Tech 3 Yamaha        | YZR250               | MAL 3   | JPN 1  | ESP Ret | FRA 2   | ITA 5   | CAT 4   | NED 5   | GBR 3  | GER 4   | CZE 4   | IMO 5   | VAL 4   | AUS 4   | RSA 2  | BRA 15  | ARG 5   |        |        | 207    | 4       | 1          |
| 2000 | 250 cm³ | Tech 3 Yamaha        | YZR250               | RSA 1   | MAL 1  | JPN 3   | ESP 15  | FRA 2   | ITA 1   | CAT 3   | NED 3  | GBR 7   | GER 3   | CZE 1   | POR Ret | VAL 1   | BRA 4  | PAC 2   | AUS 2   |        |        | 272    | 2       | 5          |
| 2001 | 500 cm³ | Tech 3 Yamaha        | Yamaha YZR500        | JPN 5   | RSA 4  | ESP 4   | FRA 11  | ITA 8   | CAT 4   | NED 5   | GBR 6  | GER 3   | CZE DNS | POR 9   | VAL 7   | PAC 6   | AUS 7  | MAL 4   | BRA 9   |        |        | 155    | 5       | 0          |
| 2002 | MotoGP  | Tech 3 Yamaha        | Yamaha YZR500        | JPN Ret | RSA 8  | ESP 17  | FRA 13  | ITA 11  | CAT Ret | NED 8   | GBR 10 | GER 5   | CZE Ret | POR 12  | BRA Ret | PAC 16  |        |         |         |        |        | 68     | 11      | 0          |
| 2002 | MotoGP  | Tech 3 Yamaha        | Yamaha YZR-M1        |         |        |         |         |         |         |         |        |         |         |         |         |         | MAL 6  | AUS 13  | VAL 6   |        |        | 68     | 11      | 0          |
| 2003 | MotoGP  | d'Antin Yamaha       | Yamaha YZR-M1        | JPN 9   | RSA 11 | ESP 8   | FRA 14  | ITA 5   | CAT 5   | NED 13  | GBR 9  | GER 7   | CZE 14  | POR 12  | BRA 8   | PAC 9   | MAL 8  | AUS 7   | VAL Ret |        |        | 101    | 10      | 0          |
| 2004 | MotoGP  | Kawasaki             | Kawasaki Ninja ZX-RR | RSA 12  | ESP 9  | FRA Ret | ITA Ret | CAT 7   | NED Ret | BRA 9   | GER 7  | GBR 15  | CZE 12  | POR 11  | JPN 3   | QAT Ret | MAL 8  | AUS 12  | VAL 7   |        |        | 83     | 10      | 0          |
| 2005 | MotoGP  | Kawasaki             | Kawasaki Ninja ZX-RR | ESP 5   | POR 8  | CHN Ret | FRA 8   | ITA 10  | CAT 9   | NED 8   | USA 9  | GBR Ret | GER 6   | CZE 12  | JPN Ret | MAL Ret | QAT 7  | AUS 7   | TUR 10  | VAL 11 |        | 98     | 10      | 0          |
| 2006 | MotoGP  | Kawasaki             | Kawasaki Ninja ZX-RR | ESP 7   | QAT 11 | TUR 8   | CHN 8   | FRA 12  | ITA 11  | CAT DSQ | NED 2  | GBR Ret | GER 6   | USA Ret | CZE 8   | MAL Ret | AUS 8  | JPN Ret | POR Ret | VAL 7  |        | 92     | 14      | 0          |
| 2007 | MotoGP  | Konica Minolta Honda | Honda RC212V         | QAT 10  | ESP 10 | CHN 13  | TUR Ret | FRA Ret | ITA 13  | CAT 15  | GBR 14 | NED 12  | GER Ret | USA 12  | CZE 14  | RSM 10  | POR 11 | JPN 16  | AUS 13  | MAL 16 | VAL 14 | 47     | 17      | 0          |
| 2008 | MotoGP  | Gresini Honda        | Honda RC212V         | QAT 13  | ESP 9  | POR 10  | CHN 10  | FRA 10  | ITA 9   | CAT 9   | GBR 9  | NED 8   | GER 9   | USA 10  | CZE 4   | RSM 12  | IND 17 | JPN 8   | AUS 5   | MAL 5  | VAL 7  | 126    | 9       | 0          |